# Guerra subsidiaria catarí-saudita
La Guerra subsidiaria catarí-saudita , a veces referido como la Segunda Guerra Fría Árabe, es la lucha en curso por la influencia política y económica regional entre las monarquías de Catar y Arabia Saudita. Las relaciones entre Catar y Arabia Saudí han sido especialmente tensas desde el comienzo de la Primavera Árabe, lo que dejó un vacío de poder que ambos estados intentaron llenar, con Catar apoyando la ola revolucionaria y Arabia Saudita oponiéndose a ella. Debido a que ambos estados son aliados de EE. UU., evitan el conflicto directo entre ellos.
Catar ha tenido diferencias con otros gobiernos árabes en una serie de cuestiones: transmisión televisivas de Al Jazeera; Catar es acusado de mantener buenas relaciones con Irán; y ha apoyado a los Hermanos Musulmanes en el pasado. Las tensiones se pueden ver como un subtrama del conflicto subsidiario irano-saudí debido a la preocupación de larga data de Arabia Saudita sobre la relación del país con Irán y los grupos de políticos islámicos respaldados por Irán. Sin embargo, Catar también envió sus fuerzas para luchar contra supuestas milicias respaldadas por Irán en la actual Guerra Civil Yemení y ha apoyado a los rebeldes que lucharon contra el gobierno aliado de Bashar al-Ásad en la Guerra Civil Siria, aunque estos rebeldes a menudo estaban en desacuerdo con otros grupos financiados por el Consejo de Cooperación para los Estados Árabes del Golfo.
En junio de 2017, Arabia Saudita, Emiratos Árabes Unidos, Baréin, Egipto, Maldivas, Mauritania, Sudán, Senegal, Yibuti, Comoras, Jordania, el gobierno libio basado en Tobruk y el gobierno yemení dirigido por Abdrabbuh Mansur Hadi cortaron las relaciones diplomáticas con Catar. Arabia Saudita cerró el Paso Fronterizo Selva, que es su única frontera de tierra con Catar y los países árabes del Golfo junto a Egipto hacen un bloqueo terrestre, marítimo y aéreo de Catar. y acusan a Al Jazeera informa negativamente sobre otros estados del Consejo de Cooperación para los Estados Árabes del Golfo y Egipto y el supuesto apoyo del país a grupo yihadista. Catar también fue expulsado de la coalición anti-Houthis. El ministro de Defensa de Catar, Khalid bin Mohammed Al Attiyah, calificó el bloqueo como una declaración de guerra incruenta y el ministro de Finanzas de Catar, Ali Sharif Al Emadi, declaró que Catar es lo suficientemente rico como para resistir el bloqueo. El 24 de agosto de 2017, Catar anunció que restablecerían relaciones diplomáticas plenas con Irán desafiando a sus vecinos.

## Antecedentes

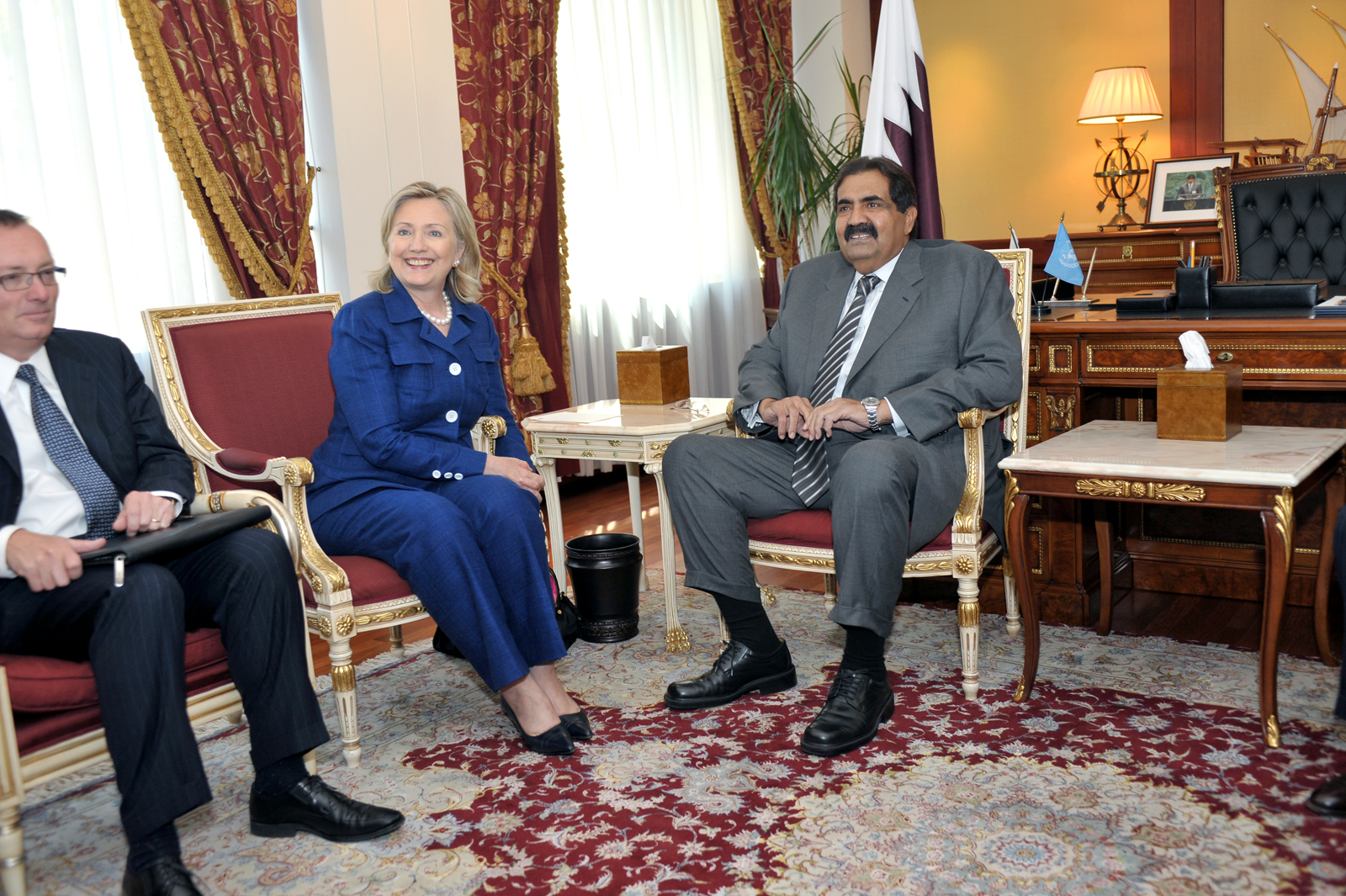
Hamad con la Secretaria de Estado de EE. UU. Hillary Clinton, 21 de septiembre de 2010.

Desde que asumió el poder en 1995, Hamad bin Jalifa Al Thani cree que Catar solo puede encontrar seguridad al transformarse de un apéndice saudí a un rival de Arabia Saudita. Según Jim Krane, investigador de energía en el Baker Institute de la Universidad de Rice, «Catar solía ser una especie de estado vasallo saudí, pero utilizaba la autonomía que su riqueza en gas creaba para forjarse un papel independiente para sí misma... Sobre todo, el gas impulsó a Catar a promover una política regional de compromiso con el Irán chiita para asegurar la fuente de su riqueza». Catar e Irán comparten la propiedad del yacimiento de gas natural South Pars-North Dome, de lejos el campo de gas natural más grande del mundo, con una gran influencia geoestratégica. Para contrarrestar aún más la influencia saudita, Catar es un aliado cercano de EE. UU. que alberga la base estadounidense más grande en el Medio Oriente, la Base Aérea Al Udeid. Arabia Saudita retiró a su embajador en Doha, de 2002 a 2008, para tratar de presionar a Catar para frenar sus tendencias individualistas. Este enfoque fracasó ampliamente.

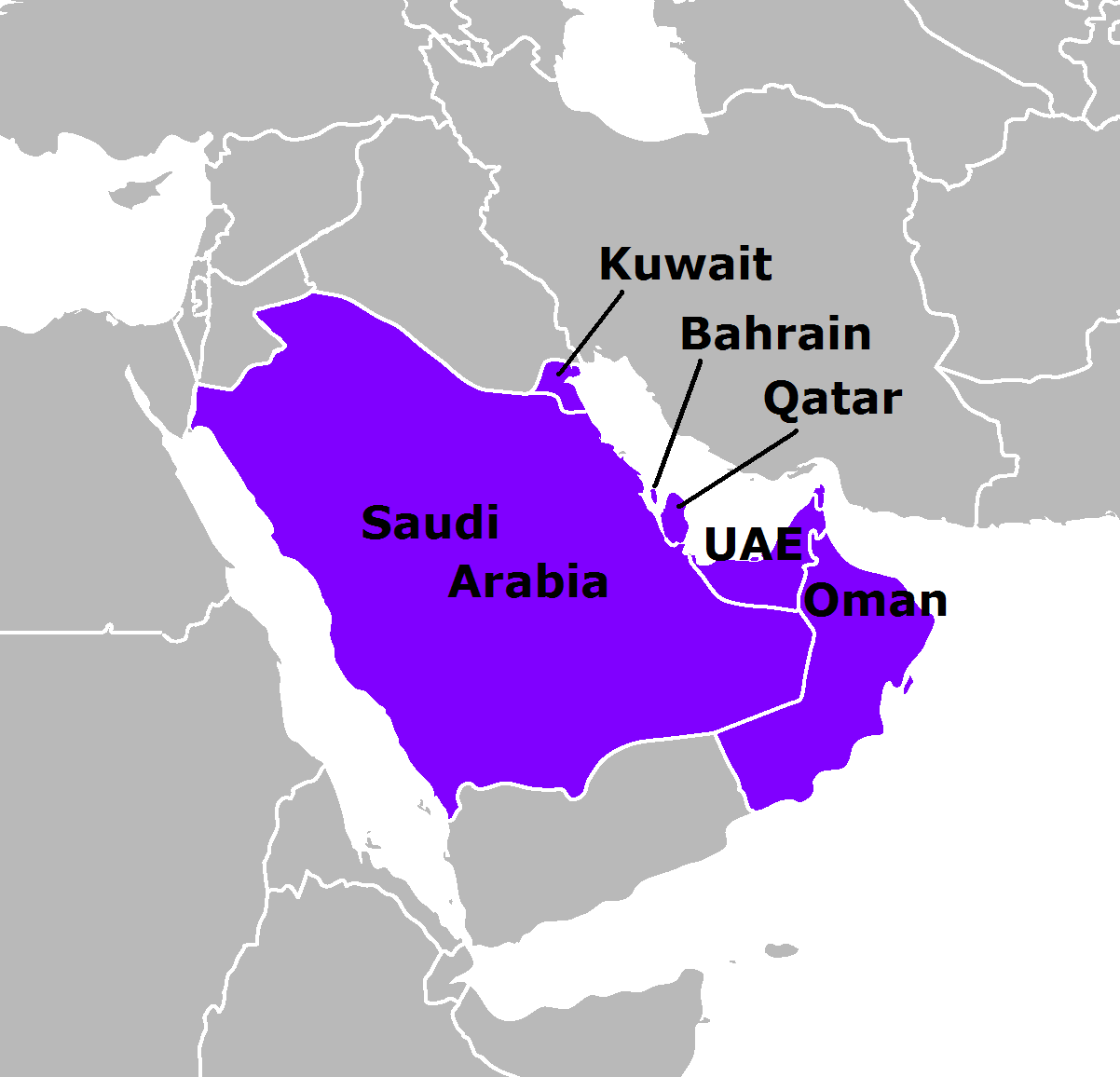
Miembros del Consejo de Cooperación para los Estados Árabes del Golfo.

## Principales confrontaciones entre el Estado de Catar y el Reino de Arabia Saudí
- Hermanos Musulmanes y Hamás : el tradicional apoyo de Qatar a la cofradía de los Hermanos Musulmanes, grupo islamista político que ha sido declarado ilegal en Arabia Saudí y Emiratos Árabes Unidos por oponerse a las respectivas monarquías hereditarias, ha sido en los últimos años permanente fuente de tensión entre estos aliados regionales. Tras la asonada militar en 2013 contra el presidente islamista Mohamed Morsi en Egipto y la posterior persecución contra los partidarios del grupo, el Gobierno de Abdelfatah Al-Sisi declaró «grupo terrorista» a la Hermandad Musulmana, ahondando aún más su enfrentamiento político con Qatar. Ya en 2014, Arabia Saudí, Emiratos Árabes Unidos y Baréin retiraron sus embajadas.[23] El pequeño país también se ha mostrado bastante osado en su apoyo a Hamas, el grupo militante palestino afiliado a la Hermandad Musulmana.[24]

- Al Jazeera y la Primavera Árabe: es una cadena de televisión por satélite de lengua árabe fundada en noviembre de 1996 por el gobierno de Catar. Es la red más popular en Medio Oriente, y su red de noticias ha criticado a los gobiernos árabes y extranjeros involucrados en la disputa y ha sido acusado de apoyar los intereses de Qatar. La coalición liderada por Arabia Saudita contra Qatar ha exigido que Al Jazeera sea cerrada.[25] Durante las llamadas primaveras árabes, Qatar apoyó públicamente los movimientos islamistas contra los regímenes establecidos, algo que países como Arabia Saudí vieron como una amenaza a su estabilidad interna. Al Jazeera, cadena nacional catarí y una de las grandes televisiones internacionales en la región, ha sido expulsada de Egipto tras su cobertura de la asonada militar contra los islamistas y muchos de sus periodistas detenidos.[23][26][27][27]

- Guerra Civil Yemení : Qatar ha sido también expulsado de la coalición militar, liderada por Arabia Saudí, en Yemen. Según ha acusado Riad, Qatar estaría asistiendo a los rebeldes Houthis, apoyados precisamente por Irán. Tras el anuncio de ruptura de lazos diplomáticos de los cuatro países árabes, el Gobierno oficial yemení se ha unido al boicot, aduciendo que ha quedado «claro» su trato de favor con «las milicias golpistas» Houthis.[23][28]

- Estado de Libia: el apoyo de Qatar y Turquía al Gobierno de Fayez al-Sarraj, y de Egipto y Emiratos Árabes Unidos al de Tobruk, han convertido a Libia en una pieza más de las guerra subsidiaria que se libran en el mundo árabe.[23][29]

- Yihadismo y terrorismo: Qatar ha sido acusado de patrocinar el terrorismo.[30][31] Algunos países han acusado a Qatar de financiar grupos rebeldes en Siria, incluida la filial de al-Qaeda en Siria, el Frente al-Nusra,[32] aunque los saudíes han hecho lo mismo.[3][33][34] Tanto Qatar como Arabia Saudita han estado involucrados en la operación encubierta Timber Sycamore dirigida por la CIA para entrenar y armar a los rebeldes sirios.[35][36] Qatar ha recibido a funcionarios de los talibanes afganos[37][38] y Hamas. Qatar defiende esta medida diciendo que está tratando de actuar como intermediario en los conflictos regionales.[39] Por ejemplo, Qatar organizó conversaciones entre los talibanes y el gobierno afgano en 2016.[40] El 13 de julio de 2017, Bob Corker, senador republicano y presidente de la Comisión de Relaciones Exteriores del Senado de EE. UU. declaró que «la cantidad de apoyo al terrorismo por parte de Arabia Saudita eclipsa lo que Qatar está haciendo».[41]

- República Islámica de Irán: Qatar mantiene relativamente buenas relaciones con Irán. Arabia Saudita a menudo enmarca el problema como una batalla de poder entre socios y adversarios de Irán.[42][43] En 2006, Qatar fue el único miembro del Consejo de Seguridad de la ONU que votó en contra de la Resolución 1696 del Consejo de Seguridad de las Naciones Unidas que instaba a Irán a detener su programa de enriquecimiento nuclear.[44] En abril de 2017, después de un congelamiento de 12 años, Qatar levantó una prohibición autoimpuesta de desarrollar el campo de gas con Irán,[45] lo que requeriría la cooperación entre los dos países.[16] En sus comunicados, Arabia Saudí y Baréin han mencionado expresamente el apoyo de Qatar a grupos subversivos pro iraníes en Baréin. Tras la cancelación de las sanciones contra Irán por EE. UU., Arabia Saudí vio amenazado su poderío como principal potencia regional. Tanto militar (bloques chíes-suníes chocan Siria o Irak) como política y económicamente (Irán podría rivalizar como exportador de petróleo). Como cabeza regional suní, Arabia Saudí está intentando eliminar cualquier posición que pueda debilitar el eje suní contra la influencia iraní en Oriente Medio. Qatar, sin embargo, se ha mostrado más ambiguo en su rechazo a Irán de lo que la monarquía saudí esperaría. La crisis diplomática estalló finalmente tras la filtración el mes pasado de unas supuestas declaraciones del emir catarí, Tamim bin Hamad Al Thani, en las que criticaba la oposición frontal de los países del Golfo contra Irán. Qatar ha insistido en la falsedad de esas declaraciones, filtradas tras un «hackeo» a su agencia de noticias y parte de una «feroz campaña mediática» para aislar al pequeño reino.[23][46] Tras la crisis diplomática de 2017 donde se rompieron relaciones diplomáticas Qatar y posterior bloqueo ha recibido apoyo a de Turquía e Irán.[47] El Ministerio de Relaciones Exteriores de Catar informó su decisión de restablecer relaciones diplomáticas plenas con Irán, interrumpidas desde principios de 2016, lo que fue acogido con beneplácito por Teherán. El anuncio de Doha puntualizó que el Embajador catarí regresará a Irán, sin dar más precisiones, y expresó «su aspiración de fortalecer las relaciones bilaterales con la República Islámica de Irán en todos los campos».[13][48]

## Crisis diplomática
La crisis diplomática de Catar de 2017 se refiere a la ruptura iniciada el 5 de junio de 2017 entre dicho país y diversas naciones musulmanas —entre las que se encuentran Arabia Saudita, Baréin, Egipto, Emiratos Árabes Unidos, Libia, Maldivas y Yemen—, que anunciaron la suspensión de relaciones diplomáticas con Catar, acusando al país de dar soporte a distintos grupos terroristas de la región, incluyendo a Al Qaeda y el Estado Islámico de Irak y el Levante, e interferir en la política interior de sus países.